# Buxus rheedioides
Buxus rheedioides är en buxbomsväxtart som beskrevs av Ignatz Urban. Buxus rheedioides ingår i släktet buxbomar, och familjen buxbomsväxter. Inga underarter finns listade i Catalogue of Life.